# E713 (trasa europejska)
E713 – trasa europejska biegnąca przez Francję. Zaliczana do tras kategorii B droga łączy Valence z Grenoble. 

## Przebieg trasy
- Valence E15
- Voreppe E711
- Grenoble E712